# Luca Valdesi
Luca Valdesi (* 18. Juni 1976 in Palermo, Sizilien) ist ein italienischer Karateka. Er ist Träger des 6. Dan und betreibt die Stilrichtung Shotokan. Er ist mehrfacher Europameister und Weltmeister sowohl in der Kata-Einzeldisziplin als auch im Kata-Team-Wettbewerb. Laut Guinness World Records 2010 ist er neben Tsuguo Sakumoto (Japan) und Michaël Milon (Frankreich) der erfolgreichste Kata-Wettkämpfer der Welt (WM-Titel: 2004, 2006 und 2008). In der WKF Weltrangliste belegt er ebenfalls Platz 1.

## Leben
Im Alter von 6 Jahren begann Luca Valdesi mit dem Karatetraining bei seinem Vater Andrea, der ihn noch heute trainiert. Weitere Trainer sind Claudio Culasso und Prof. Pierluigi Aschieri.
Valdesi ist seit 2001 mit seiner Frau Ada Spinella verheiratet. Im Februar 2004 wurde sein Sohn Andrea geboren.

## Wettkämpfe
| - 3. European Championship 2013 in Budapest - 3. World Championships 2012 in Paris Frankreich - 1. Karate World Cup Athen 2012 - 1. European Championship 2011 Zürich, Schweiz - 2. World Championship 2010 Belgrad, Serbien - 1. World Games 2009 - 1. European Championship 2009 - 1. Italian Open 2009 - 1. World Championship 2008 - 1. German Open 2008 - 1. European Championship 2008 - 1. Italian Open 2008 - 1. Podgorica Open 2007 - 1. German Open 2007 - 1. European Championships 2007 - 1. Italian Open 2007 - 1. World Championship 2006 - 1. Austrian Open 2006 - 1. German Open 2006 - 1. European Championships 2006 - 2. Italian Open 2006 - 1. Dutch Open 2006 - 1. French Open 2006 - 1. German Open 2005 - 2. World Games 2005 - 1. European Championships 2005 - 1. Italian Open 2005 - 2. Dutch Open 2005 - 1. World Championship 2004 - 1. European Championships 2004 - 1. European Championships 2003 - 1. European Championships 2002 - 2. World Games 2001 - 1. European Championships 2001 - 3. World Championship 2000 - 1. European Championships 2000 - 3. European Championships 1997 | - 1. European Championship 2008 in Team Kata - 1. Golden League 2008 in Team Kata (Milano, Italy) - 1. European championship 2007 - 1. Germany Open 2007 - 1. Italian Open 2007 - 1. Germany Open 2006 - 1. Austria Open 2006 - 2. European championship 2006 - 1. Italian Open 2006 - 1. Dutch Open 2006 - 1. Italian championship 2006 - 2. European championship 2005 - 1. Italian championship 2005 - 1. Dutch Open 2005 - 1. Germany Open 2005 - 1. France Open 2005 - 1. Italian championship 2005 |